# Encadenados (bolero)
«Encadenados» es una canción del género bolero, compuesta por Carlos Arturo Briz Bremauntz (Tuxpan, Veracruz, 1917-1973). Fue grabada inicialmente (en 1956) por los Hermanos Reyes y popularizada luego por Lucho Gatica. También ha sido grabada e interpretada por muchos otros artistas: Gualberto Castro, Braulio, Luis Miguel, Nana Caymmi, Óscar Chávez, Dyango, Alejandro Fernández, Luishino, Armando Manzanero, Mina, Moncho, Los Montejo, Nelson Ned, Orquesta El Equipo, Ángel Parra, Anthony Ríos, María Martha Serra Lima, Sonora Maracaibo, Los Terrícolas, Trío Irakitan, Trío Los Panchos y Chavela Vargas.

## En el cine
Es tema de fondo de la película española Entre tinieblas (1983), de Pedro Almodóvar.[cita requerida]